# Ron Rose
Ron Rose (Vancouver, 4 september 1944 - 24 oktober 2019]) was een Amerikaans pokerspeler. Hij won onder meer het $1.000 Seniors No Limit Hold'em-toernooi van de World Series of Poker 2003 (goed voor een hoofdprijs van $130.060,-), het $5.000 No Limit Hold'em - World Poker Tour Championship Event van de World Poker Challenge 2003 (goed voor $168.298,-) en de No Limit Hold'em World Poker Tour Battle of Champions 2003 (goed voor $125.000,-).
Rose verdiende tot en met juni 2015 meer dan $1.050.000,- in pokertoernooien (cashgames niet meegerekend) Voor hij zich toelegde op poker, was hij wiskundige, ingenieur in de United States Air Force en ICT-ondernemer.

## Wapenfeiten
De World Series of Poker (WSOP) 2001 vormden de eerste editie van dit evenement waar Rose prijzengeld verdiende. Hij werd er achttiende in het $1.500 Omaha (pot limit)-toernooi en verdrievoudigde daarmee ongeveer zijn inschrijfgeld. De eerstvolgende keer dat Rose cashte op een WSOP, won hij er zijn eerste titel. Op de World Series of Poker 2006 haalde hij voor de tweede keer een WSOP-finaletafel, opnieuw in het $1.000 Seniors No Limit Hold'em-toernooi. Deze keer eindigde hij als zesde.
De eerste keer dat Rose zich in het prijzengeld speelde op de World Poker Tour (WPT) was in november 2002. Hij werd toen zesde in het $10.000 No Limit Hold'em - Main Event van de WPT World Poker Finals in Mashantucket. De eerstvolgende twee WPT-toernooien waarop hij in de prijzen viel, won hij allebei.

## Titels
Rose won ook verschillende prestigieuze pokertoernooien buiten de WSOP en WPT. Daartoe behoren:
- het FF 2.500 Pot Limit Hold'em-toernooi van het Summer Tournament 2001 in Parijs ($11.979,-)
- het FF 5.000 Pot Limit Omaha Hi/Lo-toernooi van het Summer Tournament 2001 in Parijs ($22.461,-)
- het FF 5.000 Pot Limit Omaha-toernooi van het Summer Tournament 2001 in Parijs ($22.395,-)
- het € 3.000 No Limit Holdem-toernooi van het Spring Tournament 2002 in Parijs ($28.759,-)
- het € 3.000 No Limit Holdem-toernooi van het Summer Tournament 2002 in Parijs ($53.069,-)
- het $ 1.500 Pot Limit Omaha-toernooi van de Hall of Fame Poker Classic 2002 in Las Vegas ($56.590,-)

## WSOP-titel
| Jaar                       | Toernooi                        | Prijs      |
| -------------------------- | ------------------------------- | ---------- |
| World Series of Poker 2003 | $1.000 Seniors No Limit Hold'em | $130.060,- |